# Stade Governador-Plácido-Castelo
L'Arena Castelão ou stade Governador-Plácido-Castelo est un stade brésilien, situé dans la ville de Fortaleza, capitale de l'État du Ceará. Il peut accueillir jusqu'à 67 037 spectateurs.

## Histoire
Le stade est inauguré le 11 novembre 1973. Il connaît une première rénovation en 2002 avec une réduction des places à 60 326, toutes assises, pour répondre aux normes de la FIFA.
Ce stade est de nouveau rénové en 2010 pour la Coupe des confédérations 2013 et la Coupe du monde de football de 2014. Il est ré-inauguré le 16 décembre 2012 par Dilma Rousseff. Il est le premier des six stades de la Coupe des confédérations 2013 et douze stades de la Coupe du monde de football de 2014 réalisé. Sa capacité est désormais de 67 037 places (64 846 pour les compétitions de la FIFA) alors que la capacité minimale requise par la FIFA était de 60 000.

## Événements
- Visite du Pape Jean-Paul II lors du 10e Congrès eucharistique national, 9 juillet 1980
- Coupe des confédérations 2013[7]
- Coupe du monde de football de 2014[8]

### Coupe des confédérations 2013
| Date         | Heure (UTC-3) | Équipe 1 | Équipe 2 | Résultat          | Tour               | Affluence |
| ------------ | ------------- | -------- | -------- | ----------------- | ------------------ | --------- |
| 19 juin 2013 | 16:00         | Brésil   | Mexique  | 2 - 0             | 1er tour, groupe A | 50 791    |
| 23 juin 2013 | 16:00         | Nigeria  | Espagne  | 0 - 3             | 1er tour, groupe B | 51 263    |
| 27 juin 2013 | 16:00         | Espagne  | Italie   | 0 - 0 (7 - 6 tab) | Demi-finales       | 56 083    |

### Coupe du monde de football de 2014
| Date           | Heure (UTC-3) | Équipe 1  | Équipe 2      | Résultat | Buteurs                          | Tour                | Affluence |
| -------------- | ------------- | --------- | ------------- | -------- | -------------------------------- | ------------------- | --------- |
| 14 juin 2014   | 16:00         | Uruguay   | Costa Rica    | 1 - 3    | Cavani - Campbell, Duarte, Ureña | 1er tour, groupe D  | 58 679    |
| 17 juin 2014   | 16:00         | Brésil    | Mexique       | 0 - 0    |                                  | 1er tour, groupe A  | 60 342    |
| 21 juin 2014   | 16:00         | Allemagne | Ghana         | 2 - 2    | Götze, Klose - A. Ayew, Gyan     | 1er tour, groupe G  | 51 081    |
| 24 juin 2014   | 17:00         | Grèce     | Côte d'Ivoire | 2 - 1    | Samaris, Samarás (SP) - Bony     | 1er tour, groupe C  | 59 095    |
| 29 juin 2014   | 13:00         | Pays-Bas  | Mexique       | 2 - 1    | Sneijder, Huntelaar - Dos Santos | Huitièmes de finale | 58 817    |
| 4 juillet 2014 | 17:00         | Brésil    | Colombie      | 2 - 1    | Silva, D. Luiz - Rodríguez (SP)  | Quarts de finale    | 60 342    |

## Galerie de photos

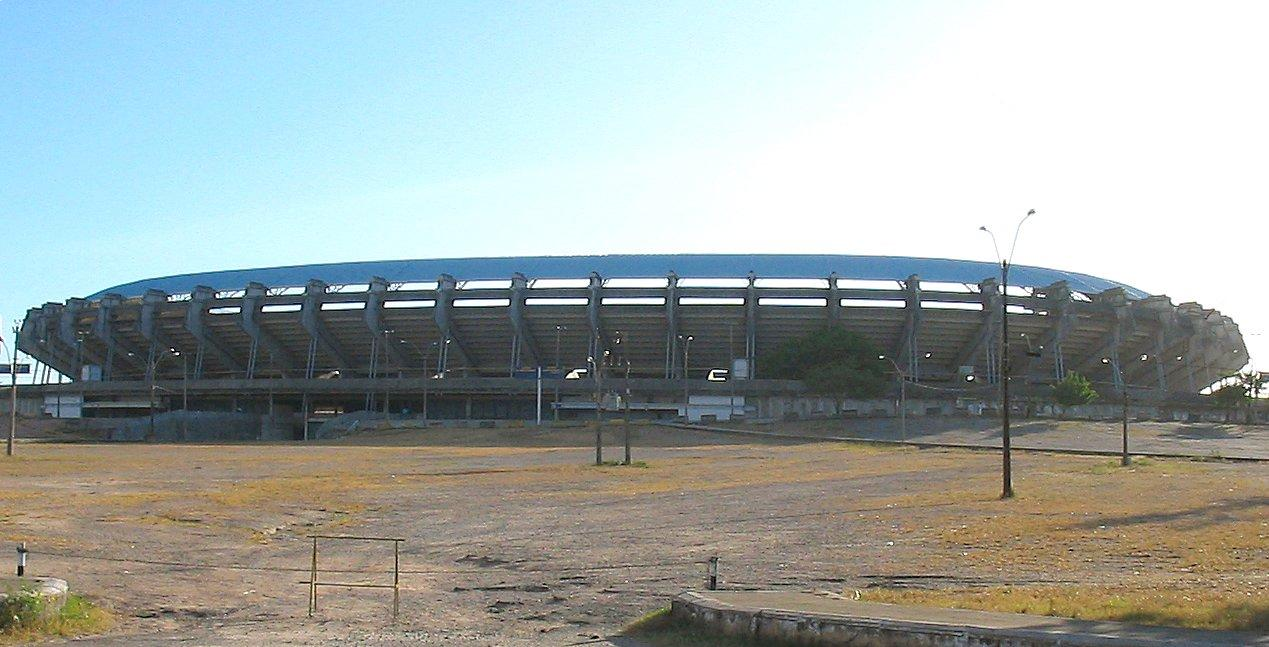
Castelão jusqu'en 2006
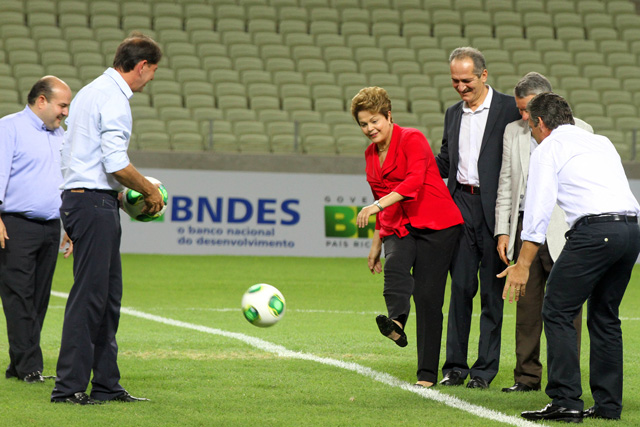
Dilma Rousseff, présidente de la république fédérative du Brésil, au Castelão
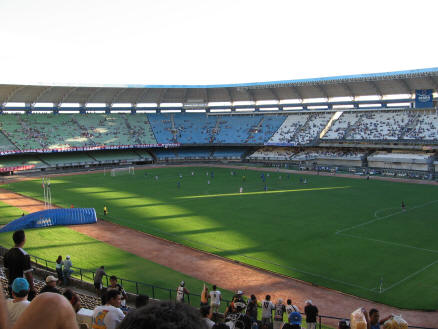
Vue intérieure du stade
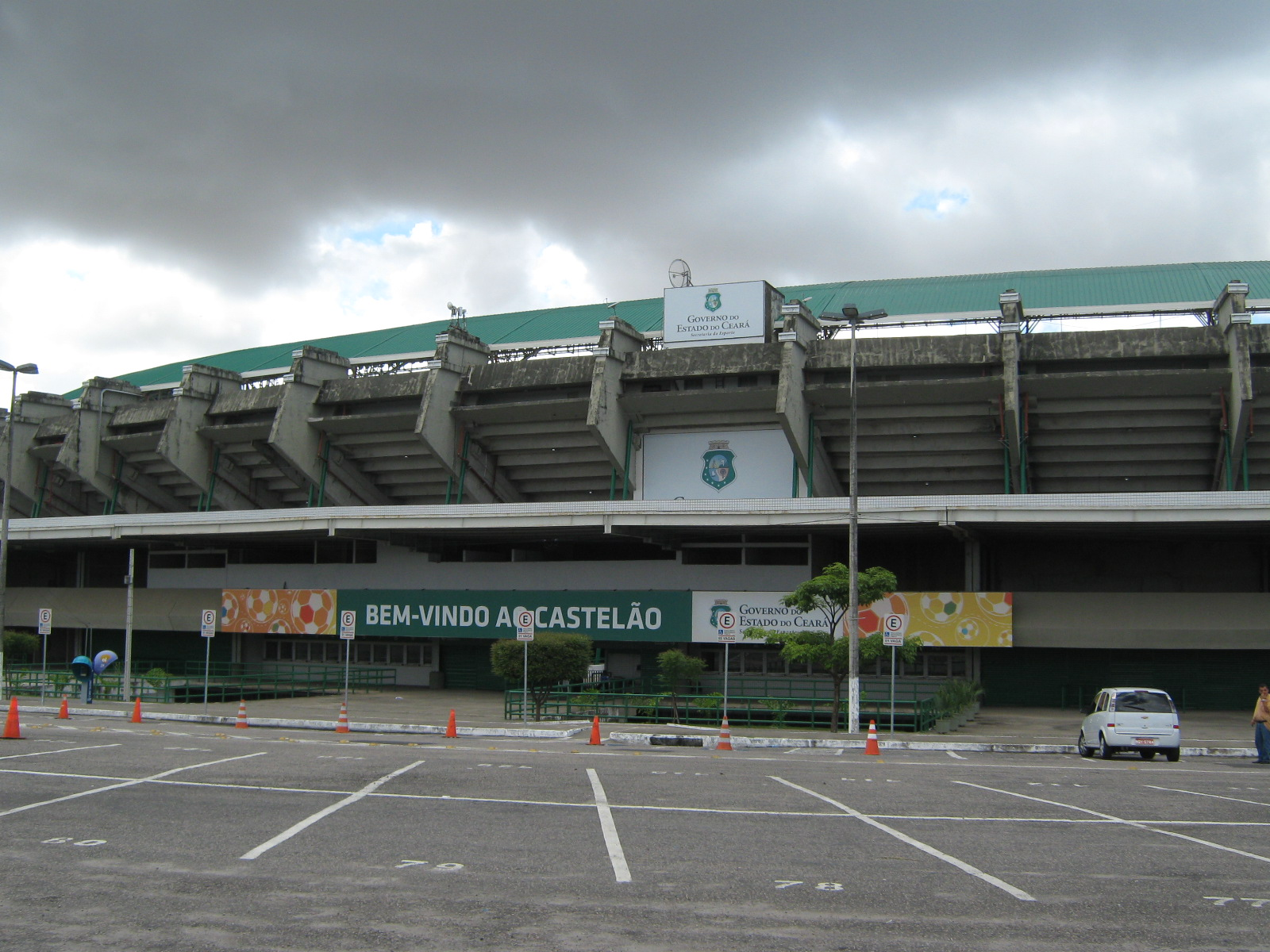
Vue extérieure du stade
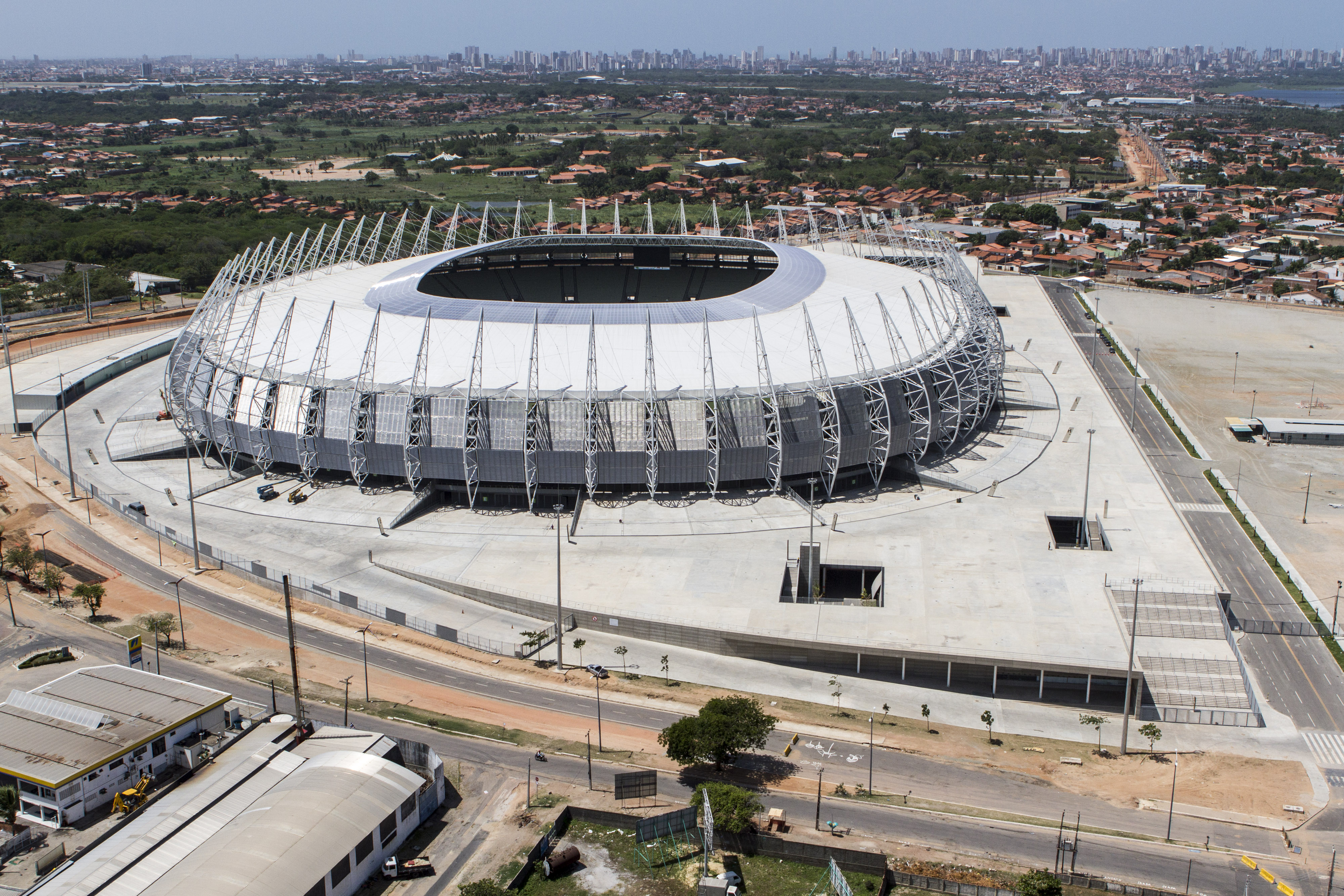
Vue extérieure du stade